# Награда „Светозар Ћоровић”
Награда „Светозар Ћоровић” или Ћоровићева награда додељује се за најбољу књигу прозе објављену на српском језику сваке године на Ћоровићевим сусретима писаца „Српска проза данас”.
Награда се састоји од Повеље и новчаног износа, а уручење се приређује у оквиру манифестације.
Поводом десетог одржавања манифестације, Општина Билећа је све дотадашње добитнике награде прогласила почасним грађанима Билеће.
Жири од 2015. ради у саставу: др Јован Делић (предсједник), др Марко Недић и др Ранко Поповић.

## Манифестација
Ћоровићеви сусрети писаца „Српска проза данас” установљени су 1997. године. Манифестација се одржава у Билећи на Малу Госпојину, 20. септембра, у организацији СПКД „Просвјета” и Фонда „Владимир и Светозар Ћоровић”. У исто вријеме се традиционално у Гацку одржава научни скуп српских историчара, гдје се додјељује Награда „Владимир Ћоровић”.

## Добитници
| Година | Добитник                   | Дело                                 | Врста                      | Реф.   |
| ------ | -------------------------- | ------------------------------------ | -------------------------- | ------ |
| 1997.  | Добрица Ћосић              | Време смрти                          | роман                      | [ 2 ]  |
| 1998.  | Драгослав Михаиловић       | Злотвори                             | роман                      | [ 2 ]  |
| 1999.  | Момо Капор                 | Успомене једног цртача               | мемоар                     | [ 2 ]  |
| 2000.  | Милован Данојлић           | Балада о сиромаштву                  | роман                      | [ 2 ]  |
| 2001.  | Антоније Исаковић          | Нестајање                            | приповетке                 | [ 2 ]  |
| 2002.  | Миро Вуксановић            | Точило                               | роман                      | [ 2 ]  |
| 2003.  | Радослав Братић            | Трг соли                             | роман                      | [ 3 ]  |
| 2004.  | Бранко Брђанин Бајовић     | Михаил                               | роман                      | [ 3 ]  |
| 2005.  | Добрило Ненадић            | Победници                            | роман                      | [ 3 ]  |
| 2006.  | Горан Петровић             | Разлике                              | збирка прича               | [ 3 ]  |
| 2006.  | Рајко Петров Ного          | Јечам и калопер                      | поетска проза              | [ 3 ]  |
| 2007.  | награда није додељена      | награда није додељена                | награда није додељена      | [ 3 ]  |
| 2008.  | Јован Радуловић            | Од Огњене до Благе Марије            | роман                      | [ 3 ]  |
| 2009.  | манифестација није одржана | манифестација није одржана           | манифестација није одржана | [ 3 ]  |
| 2010.  | Анђелко Анушић             | Прозор отворен на висибабу и кукурек | роман                      | [ 3 ]  |
| 2011.  | Мирослав Тохољ             | Звона за Тројицу                     | роман                      | [ 4 ]  |
| 2012.  | Драго Кекановић            | Вепрово срце                         | роман                      |        |
| 2013.  | Емир Кустурица             | Сто јада                             | кратка проза               | [ 5 ]  |
| 2014.  | Срђан Милићевић            | Слова у песку                        | приповетке                 | [ 6 ]  |
| 2015.  | Мирослав Јосић Вишњић      | Ђурђевдан и други датум              | кратка проза               | [ 7 ]  |
| 2016.  | Радован Бели Марковић      | Путникова циглана                    | роман                      | [ 8 ]  |
| 2017.  | Лабуд Драгић               | Кукавичја пилад                      | роман                      | [ 9 ]  |
| 2018.  | Драгиша Калезић            | Приповетке                           | приповетке                 | [ 10 ] |
| 2018.  | Ранко Рисојевић            | Бескућник                            | роман                      | [ 10 ] |
| 2019.  | Слободан Владушић          | Велики јуриш                         | роман                      | [ 11 ] |
| 2020.  | Миладин Ћулафић            | Преко границе и друге приче          | приповетке                 | [ 12 ] |
| 2021.  | Петар Сарић                | Клобук                               | роман                      | [ 13 ] |
| 2022.  | Слободан Мандић            | Регина Панонија                      | роман                      | [ 14 ] |
| 2023.  | Ранко Крстајић             | Господар среће                       | приповетке                 | [ 15 ] |